# Chrysopilus obscuripes
Chrysopilus obscuripes är en tvåvingeart som beskrevs av Speiser 1923. Chrysopilus obscuripes ingår i släktet Chrysopilus och familjen snäppflugor. Inga underarter finns listade i Catalogue of Life.